# Pusta

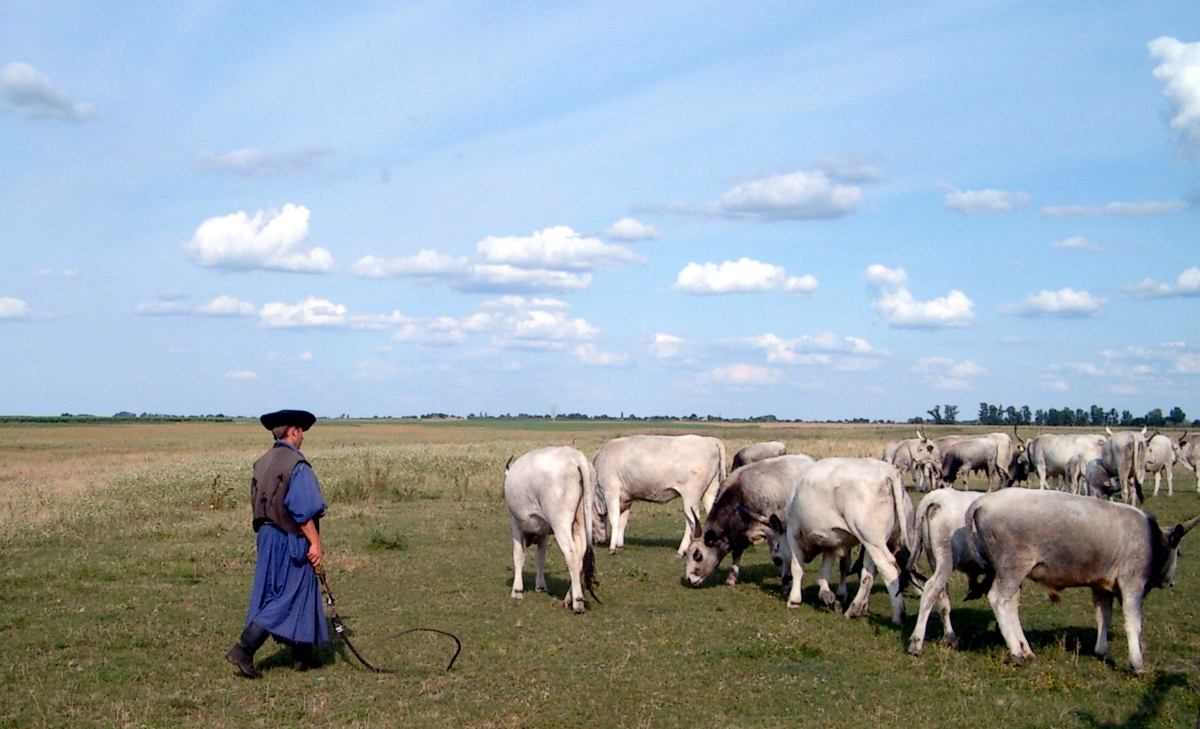
Pastevci v pustě

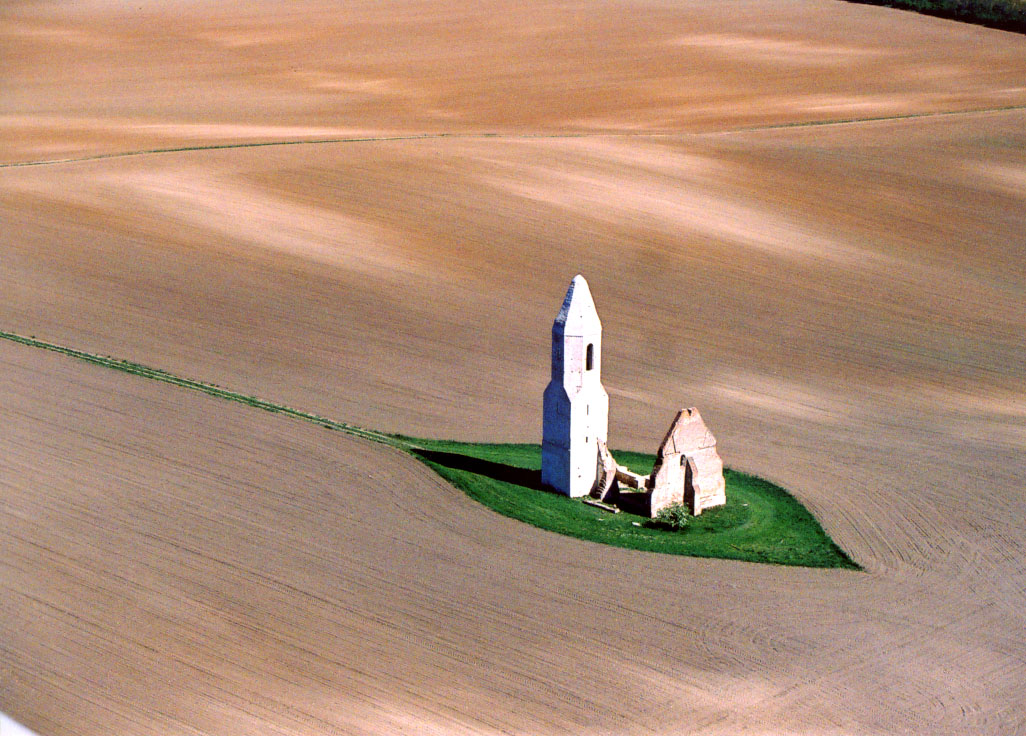
Trosky gotického chrámu Somogyvámos v maďarské pustě u Somogyvámose

Maďarská pusta je travnatý biom v rámci Velké dunajské nížiny. Je to exkláva eurasijské stepi a leží hlavně kolem řeky Tisy ve východní části Maďarska. Zasahuje ovšem i na území rakouského Burgenlandu.

## Charakteristika
Pokrývá celkovou plochu asi 50 000 kilometrů čtverečních. Typické jsou pláně bez stromů, slaná jezera, rozptýlené písečné duny, lužní lesy a sladkovodní bažiny podél záplavových území řek. Oblast je silně spjata s maďarskou kulturou, byla zde vyšlechtěna tradiční maďarská plemena domácích zvířat, včetně maďarského stepního skotu, prasete mangalica, koňského plemene nónius či rohatých ovcí racka. Pusta je spjata také s tradicí čikošů, čili pastevců jezdících na koních, především druhu nónius. Žije zde na tři sta druhů ptáků. Původ maďarského slova puszta je dobře cítit i v češtině, pojem lze přeložit jako „pustá, holá či opuštěná zem“. Pusta byla původně mnohem větší a pokrývala značnou část dunajské nížiny, ale její povrch byl drasticky omezen rozsáhlými odvodňovacími a zavlažovacími pracemi v průběhu 19. století. Ve 20. století dokonce vznikly obavy o zachování zbytků pusty, proto byl v roce 1972 založen Národní park Hortobágy.